# Kostomlaty pod Řípem

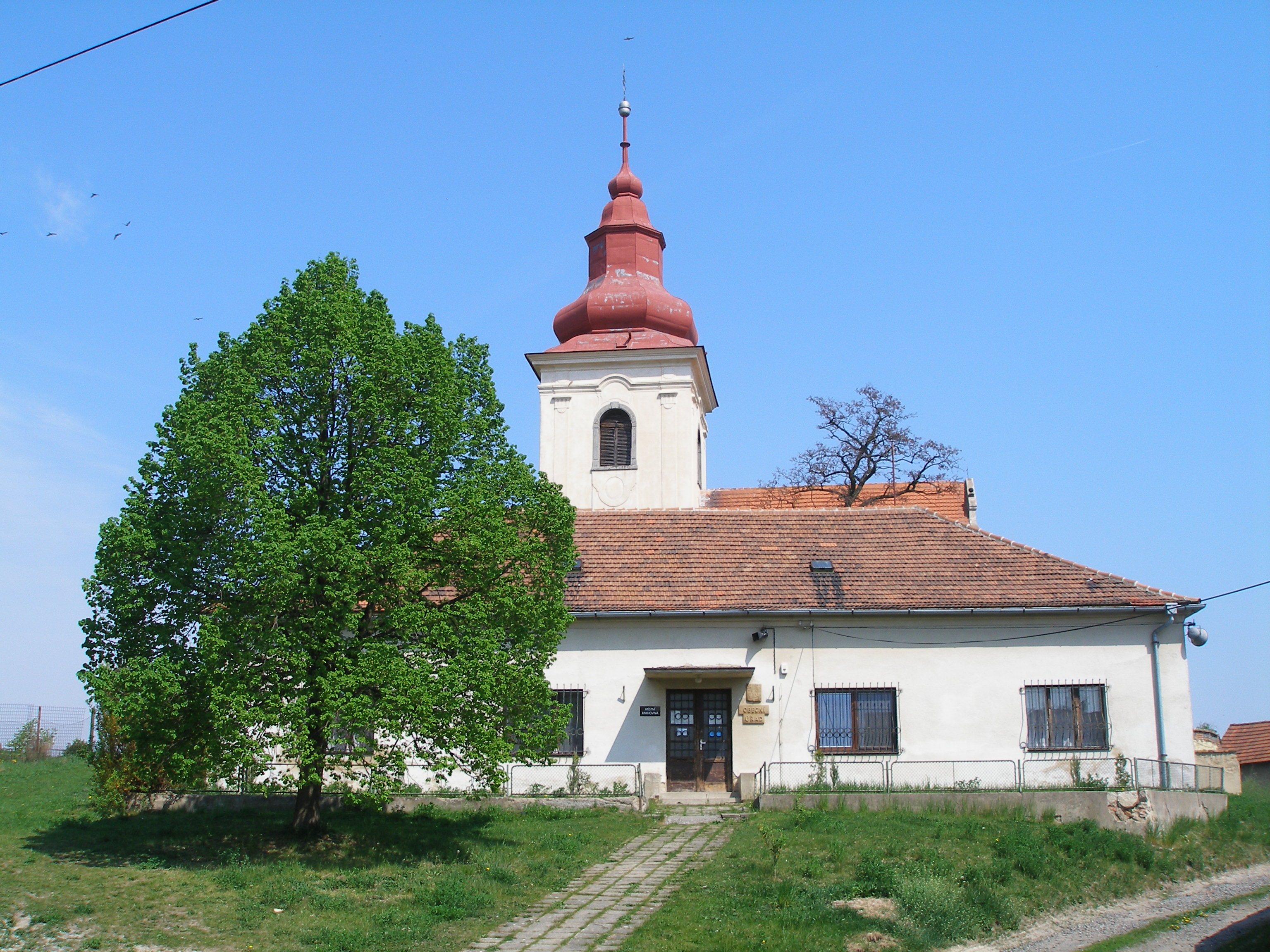
Kirche St. Peter und Paul

Kostomlaty pod Řípem (deutsch Kostomlat unterm Georgsberg, älter auch Kostomlath) ist eine Gemeinde in Tschechien. Sie liegt sieben Kilometer südöstlich von Roudnice nad Labem und gehört zum Okres Litoměřice.

## Geographie
Das Dorf befindet sich in drei Kilometer Entfernung östlich des Berges Říp und liegt an der Staatsstraße 246 zwischen Roudnice nad Labem und Mělník. Durch den Ort führt die Eisenbahnnebenstrecke nach Kralupy nad Vltavou, an der Kostomlaty einen Bahnhalt hat.
Nachbarorte sind Libkovice pod Řípem im Norden, Cítov im Osten, Daminěves und Horní Beřkovice im Südosten, Černouček und Ctiněves im Südwesten sowie Krabčice im Nordwesten.

## Geschichte
Die erste urkundliche Erwähnung des Dorfes erfolgte im Jahre 1285. Im 14. Jahrhundert ist es als Pfarrort belegt.
1352 schenkte der Prager Erzbischof Ernst von Pardubitz das Gut Kostomlath dem von ihm gegründeten Augustiner-Chorherrenstift Glatz. Während der Hussitenkriege ging Kostomlath dem Glatzer Stift verloren, erhielt es jedoch während der Amtszeit des Propstes Michael Czacheritz im Jahre 1475 zurück. Die Rückgabe wurde durch Herzog Heinrich d. Ä. vermittelt, der nach dem Tod seines Vaters Georg von Podiebrad 1471 u. a. die Grafschaft Glatz geerbt hatte und erster „Graf von Glatz“ war. Am 15. März 1575 tauschte Kaiser Maximilian II. in seiner Eigenschaft als König von Böhmen das Gut Kostomlath gegen das Dorf Altwilmsdorf bei Glatz, das bis dahin im landesherrlichen Besitz war. Dadurch gelangte Kostomlath an den Landesherrn.

## Ortsgliederung
Für die Gemeinde Kostomlaty pod Řípem sind keine Ortsteile ausgewiesen.

## Sehenswürdigkeiten
- Kirche St. Peter und Paul, das romanische Gotteshaus wurde 1748 barock umgestaltet und erhielt den Turmanbau.